# Station Aspres-sur-Buëch
Station Aspres-sur-Buëch is een vorkstation in de Franse gemeente Aspres-sur-Buëch, gelegen op een hoogte van 762 meter. Het station ligt op kilometerpunt 233,414 van de spoorlijn Lyon-Perrache - Marseille, net voor de splitsing waar de spoorlijn Veynes-Dévoluy - Briançon, te kilometerpunt 109,288, eindigt

## Treindienst
Het station wordt bediend door TER treinen, met een vrij beperkte dienstregeling. Treinen op de spoorlijn naar Livron stoppen niet op dit station
| Richting | Vorige stop | Trein | Trein                    | Trein | Volgende stop      | Richting                        |
| -------- | ----------- | ----- | ------------------------ | ----- | ------------------ | ------------------------------- |
| Grenoble | Crest       |       | TER Auvergne-Rhône-Alpes |       | Lus-la-Croix-Haute | Veynes-Dévoluy, Gap of Briançon |

## Foto's

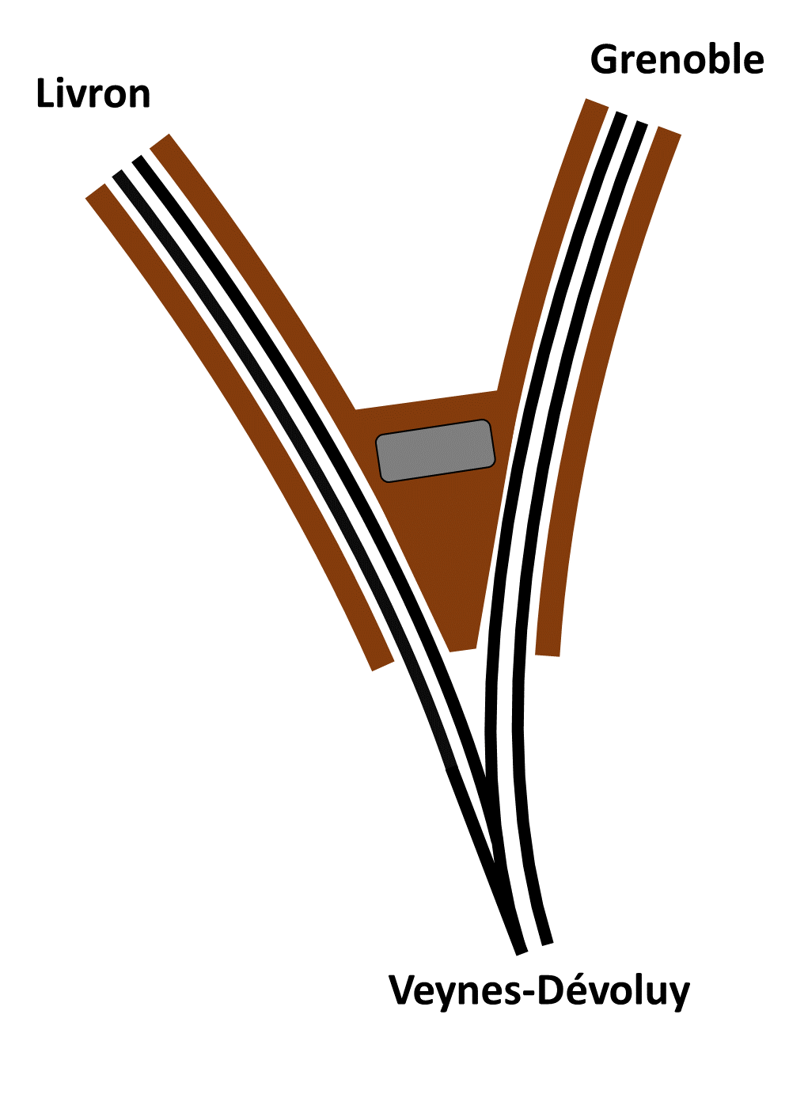
Schematisch bovenaanzicht van het station

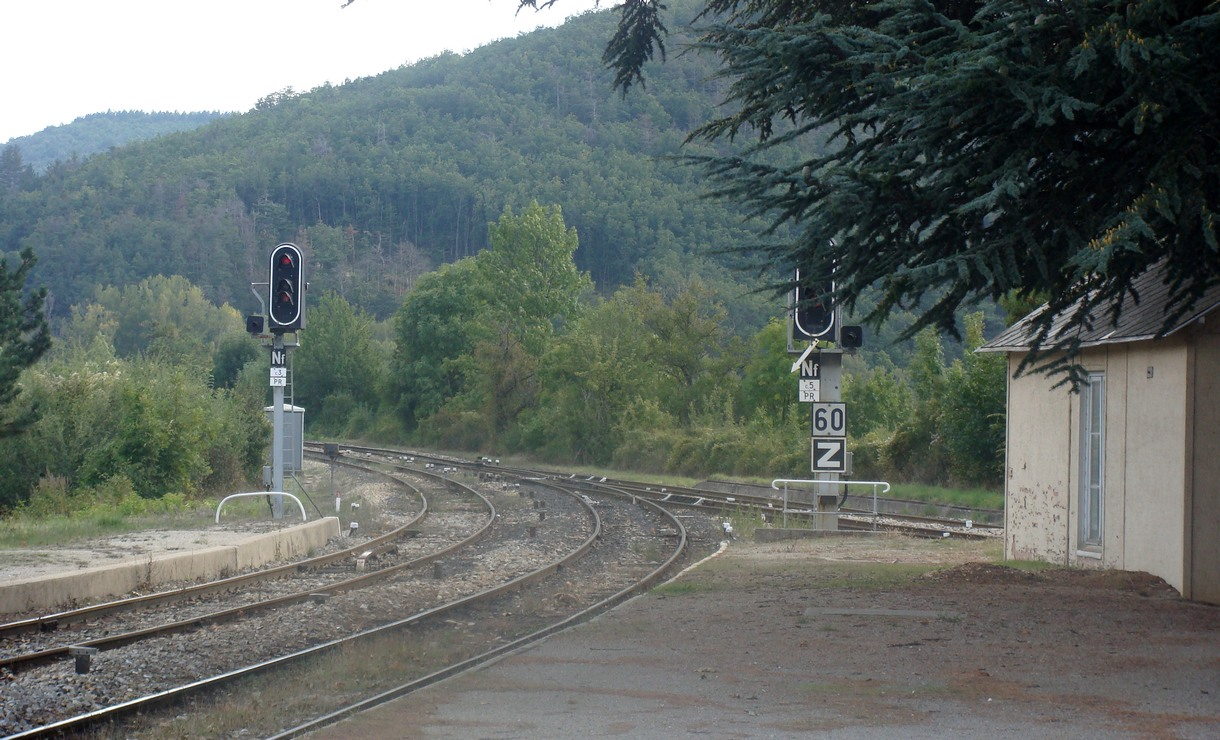
De splitsing net buiten het station